# K.... jego mać
K.... jego mać – drugi studyjny album zespołu Sedes nagrany w studiu „Fotoplastykon” we Wrocławiu. Wydany w listopadzie 1993 przez wytwórnię Silverton.

## Lista utworów
Źródło:.
1. „Cywilizacja” (J. Siepiela)
2. „Krzyk” (J. Siepiela)
3. „Twój najpiękniejszy dzień” (J. Siepiela)
4. „Politycy w habitach” (J. Siepiela)
5. „Nie umrzemy” (J. Siepiela)
6. „Dyplomaci” (J. Siepiela)
7. „Ponure ściany” (S. Celej)
8. „Ludzie” (J. Siepiela)
9. „Nie cykaj nic” (J. Siepiela)
10. „Sen alkoholika” (J. Siepiela)
11. „Czerwona flaga” (J. Siepiela)
12. „Pijany i prawdziwy (Kurwa jego mać)” (D. Paraszczuk)

## Twórcy
Źródło:.
- Jan „Młody” Siepiela – śpiew
- Wojciech Maciejewski – gitara
- Dariusz „Para Wino” Paraszczuk – gitara basowa, śpiew
- Dariusz Wieczorek – perkusja

Realizacja
- Bartosz Straburzyński – mix i realizacja